# Agave nizandensis
Agave nizandensis är en sparrisväxtart som beskrevs av Cutak. Agave nizandensis ingår i släktet Agave och familjen sparrisväxter. Inga underarter finns listade i Catalogue of Life.